# Ren Ishihara
Ren Ishihara (japanisch 石原 怜 Ishihara Ren; * 31. Mai 2001 in der Präfektur Saitama) ist ein japanischer Fußballspieler.

## Karriere
Ren Ishihara stand bis Ende 2019 beim Japan Soccer College unter Vertrag. 2020 wechselte er zu Albirex Niigata (Singapur). Der Verein ist ein Ableger des japanischen Zweitligisten Albirex Niigata aus Niigata, der in der ersten singapurischen Liga, der Singapore Premier League, spielt. Für Albirex stand er 2020 einmal in der ersten Liga auf dem Spielfeld. Am Ende der Saison 2020 feierte er mit Albirex die singapurische Meisterschaft. 2021 wechselte er in die japanische fünfte Liga. Hier schloss er sich dem FC Tokushima an. Der Verein aus Tokushima spielt in der Shikoku Soccer League.

## Erfolge
Albirex Niigata (Singapur)
Singapore Premier League: 2020